# Ángel Herrera Oria
Ángel Herrera Oria (Santander, 19 de diciembre de 1886-Madrid, 28 de julio de 1968) fue un periodista, jurista, político y sacerdote español. Llegó a ser obispo de Málaga y cardenal de la Iglesia católica. Actualmente, la Iglesia le reconoce como siervo de Dios, primer paso en una causa de canonización. 
Fue el primer presidente de la Asociación Católica de Propagandistas, fundada por el sacerdote jesuita Ángel Ayala, y dirigió el diario El Debate durante 22 años, manteniendo en este periodo una postura accidentalista ante la Segunda República. Era hermano del escritor y jesuita Enrique Herrera Oria (1885-1951).

## Biografía

### Infancia y estudios
Ángel Herrera Oria nació en Santander el 19 de diciembre de 1886, décimo de los 13 hijos que tuvieron José Herrera Ariosa y Asunción Oria Rodríguez. Cuatro de sus hermanos —Carlos, Julio, Luis y Enrique— ingresaron en la Compañía de Jesús. Durante el invierno, la familia Herrera Oria vivía en Valladolid, y en Santander durante el verano.
Estudió en el colegio de Lourdes de Valladolid, perteneciente a los Hermanos de la Doctrina Cristiana, y cursó el bachillerato en el colegio de San José, de los jesuitas, también en Valladolid. En octubre de 1900, empezó Derecho en Valladolid, y realizó el quinto curso en el Colegio de Estudios Superiores de Deusto, también regentado por la compañía de Jesús.
En Deusto también cursó el primer curso de Letras, y en octubre de 1906 se trasladó a Madrid para continuar estos estudios. En septiembre de 1908, aprobó la oposición al cuerpo de Abogados del Estado, y fue destinado a la Delegación de Hacienda en Burgos, donde tomó posesión el 4 de marzo de 1908. No obstante, siete meses después pidió una excedencia y se trasladó de nuevo a Madrid para realizar el doctorado en Derecho.

### La Asociación Católica de Propagandistas
En Madrid, Herrera Oria se integró en la Congregación de Nuestra Señora del Buen Consejo y san Luis Gonzaga —conocida popularmente como «los Luises», por su patrón—, que entre 1904 y 1908 dirigió el sacerdote jesuita Ángel Ayala. Este tenía el deseo de formar líderes católicos para influir en la vida pública de España.
El 15 de noviembre de 1908, el padre Ayala reunió a ocho congregantes de los Luises en el colegio de Areneros —entre ellos, Herrera Oria—, y les dijo: «Vamos a ver lo que quiere Dios nuestro Señor que salga de aquí». El resultado de aquella reunión fue la creación de la Asociación Católica Nacional de Jóvenes Propagandistas (ACNdeJP), que se formalizaría un año después, el 3 de diciembre de 1909, con la imposición de las insignias a los 18 primeros propagandistas. Ángel Herrera Oria fue nombrado entonces primer presidente de la recién creada asociación.

La primera tarea de la ACNdeJP, con Herrera Oria a la cabeza, fue realizar mítines católicos en diversas ciudades de España. Su primer acto público tuvo lugar en Ciudad Real, el 25 de marzo de 1909, seguido de otro en Badajoz pocos días después, el 28 de marzo. El biógrafo de Herrera Oria José Luis Gutiérrez García destaca:
Como Presidente de la Asociación Católica de Propagandistas cabe calificar a Ángel Herrera de fiel ejecutor del pensamiento y del propósito fundacional del P. Ángel Ayala. Hasta el punto de que se le puede considerar cofundador de la institución.

### Director deEl Debate

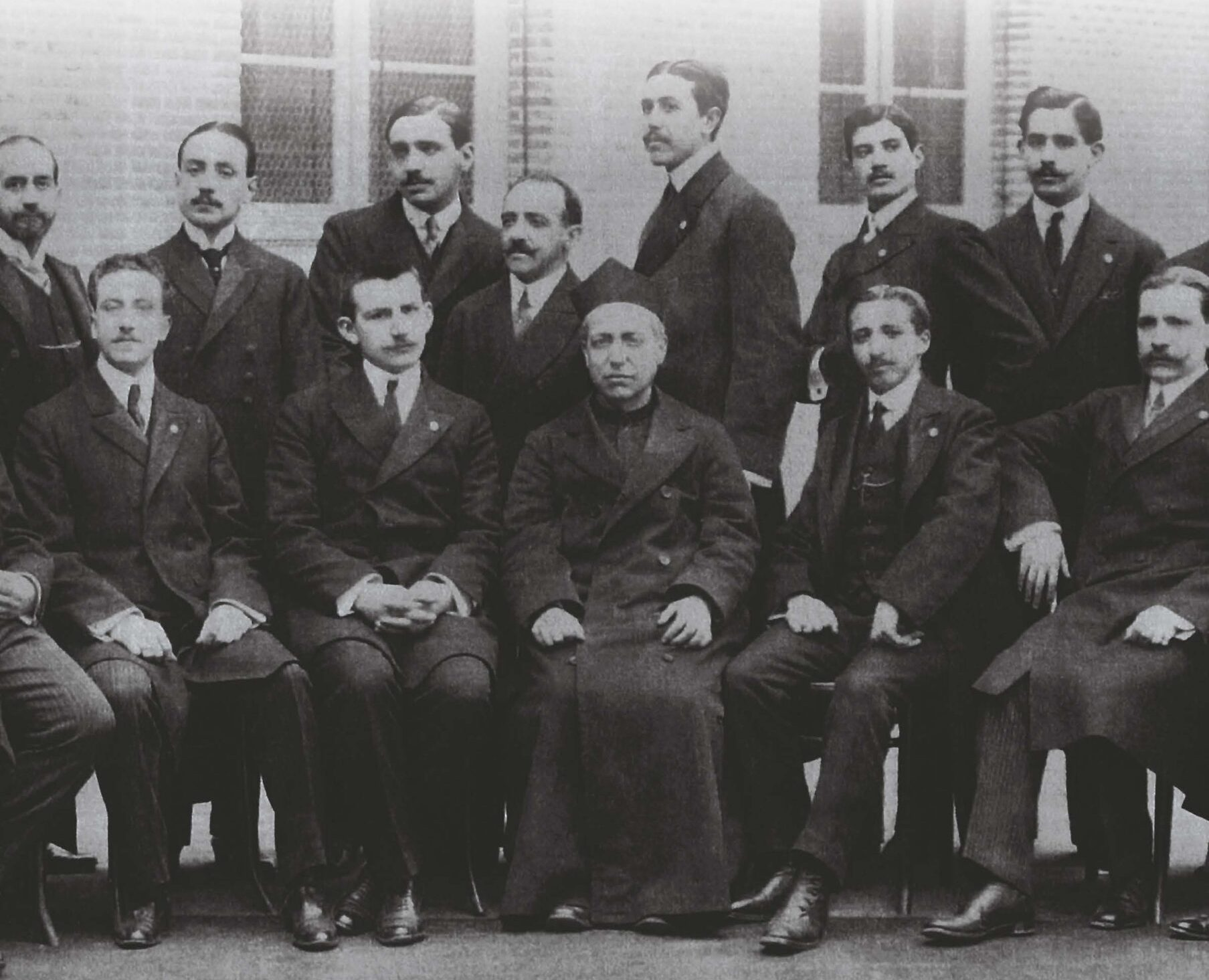
El padre Ayala (centro) y Ángel Herrera Oria (a su izq.), con otros miembros de la ANCdeJP.

Pronto, los propagandistas vieron la necesidad de complementar los mítines y manifestaciones con «un gran órgano nacional de prensa». Decidieron fundar un periódico que fuera a la vez católico y moderno, y en 1911 compraron El Debate, un rotativo fundado el año anterior, con poco éxito. Herrera Oria describe así la situación que se planteaba entonces:
Había que pensar en un director. Yo ofrecí mis candidatos. Jamás se me había pasado por la imaginación el que yo pudiera serlo. Andaba entonces muy absorbido por otros proyectos de carácter académico. Sin embargo, un día Urquijo y el padre Ayala me dijeron que por lo menos al principio yo era el indicado para dirigir El Debate. Les costó mucho convencerme. Fue preciso que interviniera el nuncio de Su Santidad, monseñor Vico, a quien llevamos el asunto, para que él decidiera. Después de oírnos a todos, me dijo: "Acepte, amigo don Ángel, que es servicio de la Iglesia". No había pues que dudar.
Herrera Oria dirigió El Debate durante 22 años, hasta 1933; etapa durante la cual llevó a cabo campañas a nivel nacional, como la del «mitin monstruo» en 1913 o la «Gran Campaña Social» en 1922. En 1912, fundó la Editorial Católica (Edica), que a partir de entonces también se encargó de publicar el periódico. En 1926, Herrera Oria creó la Escuela de Periodismo de El Debate, pionera en España. En 1929, fundó la agencia de noticias Logos, vinculada a Edica y a El Debate, para contrarrestar la tendencia laica en la información ofrecida por otras agencias y medios.
Durante la década de 1920, Herrera Oria desarrolló una labor incansable de proselitismo y organización de las juventudes católicas, creando diversas organizaciones juveniles y estudiantiles. Cuando se proclama la Segunda República en 1931, Herrera Oria adoptó como táctica ante el nuevo régimen su teoría del accidentalismo, una adaptación prudente ante unas circunstancias adversas, pero que según su doctrina lo que importaba era el contenido y la orientación del régimen, y no la forma de gobierno. Esta postura creará polémicas con medios monárquicos, como el diario ABC.

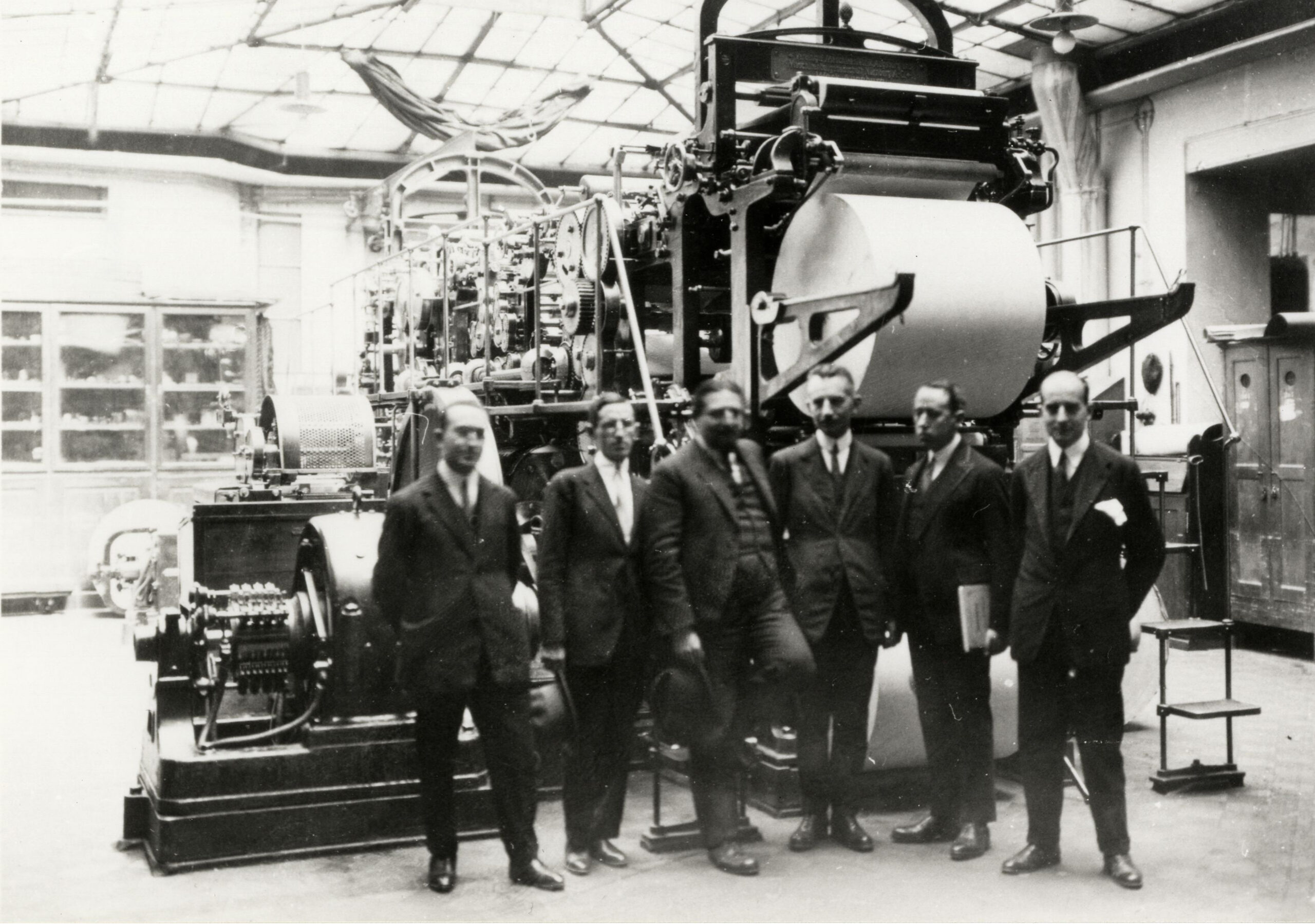
Ángel Herrera Oria (3.º por la dcha) y sus colaboradores en la antigua rotativa de 'El Debate', en una foto de 1930.

Promovió en 1931 la creación del partido Acción Nacional —luego denominado Acción Popular por no estar autorizado el empleo del término nacional para designar instituciones u organismos no estatales— con el objetivo de formar un frente para defender a la religión católica, a la propiedad y a la familia. Herrera Oria fue el primer presidente de su junta directiva y se presentó como candidato por Madrid a las elecciones de 1931 a Cortes Constituyentes, pero no resultó elegido.
En 1933, Herrera Oria abandonó la dirección de El Debate para pasar a presidir la Junta Central de Acción Católica, por  nombramiento de la Conferencia de Metropolitanos. Ese mismo año fundó, como presidente de la ACdP, el Centro de Estudios Universitarios —hoy, Fundación Universitaria San Pablo CEU— y el Instituto Social Obrero (ISO). En 1935 dimitió y fue sustituido como presidente de la ACdP por Fernando Martín-Sánchez Juliá.

### Seminario y presbiterado
La vocación sacerdotal de Ángel Herrera Oria fue algo muy presente en su vida desde que era joven, según relata en 1963 en sus incompletas Memorias:

Aunque desde mi primera juventud tuve vocación sacerdotal, el servicio a mi patria me impidió seguirla hasta bien cumplidos los cincuenta años.
A finales de 1935, Herrera Oria tuvo una audiencia con el papa Pío XI en la que logró la autorización del pontífice para abandonar su trabajo en la Acción Católica y dedicarse por entero a su vocación sacerdotal. El 10 de mayo de 1936, pocos meses antes del comienzo de la Guerra Civil, marchó a la ciudad suiza de Friburgo, donde comenzó la carrera eclesiástica en el seminario de San Carlos, siendo ordenado sacerdote el 28 de julio de 1940.
Al volver a España, fue designado coadjutor de la parroquia de Santa Lucía en Santander, la misma iglesia en la que había sido bautizado. En la ciudad cántabra creó un centro de estudio para sacerdotes jóvenes, del que saldrían varios futuros obispos. Fruto de su preocupación social, promovió la barriada pesquera de Maliaño, donde creó la Escuela Social Sacerdotal de Maliaño en 1946, para formar futuros sacerdotes, y la Escuela Obrera de Aprendices.  
En 1944, Herrera Oria estuvo detrás de la fundación de la Biblioteca de Autores Cristianos (BAC), que llevaron a cabo dos de sus colaboradores, Máximo Cuervo Radigales y José María Sánchez de Muniain. Desde una posición indirecta, y de forma vocacional, no abandonó la política. En 1945 fue enviado a Roma y Lausana por el ministro de Asuntos Exteriores, Alberto Martín-Artajo, para sondear la actitud de la Santa Sede sobre un hipotético acuerdo entre el general Franco y Juan de Borbón.  

A partir de 1945, Franco encontró colaboradores activos con el régimen entre varios miembros de la Asociación Católica Nacional de Propagandistas. Hasta esa fecha la asociación no fue rehabilitada de nuevo, aunque la necesidad de mostrar ante la nueva Europa de posguerra le llevará a buscar entre esta asociación a «políticos católicos que modificaran la imagen exterior del sistema». 

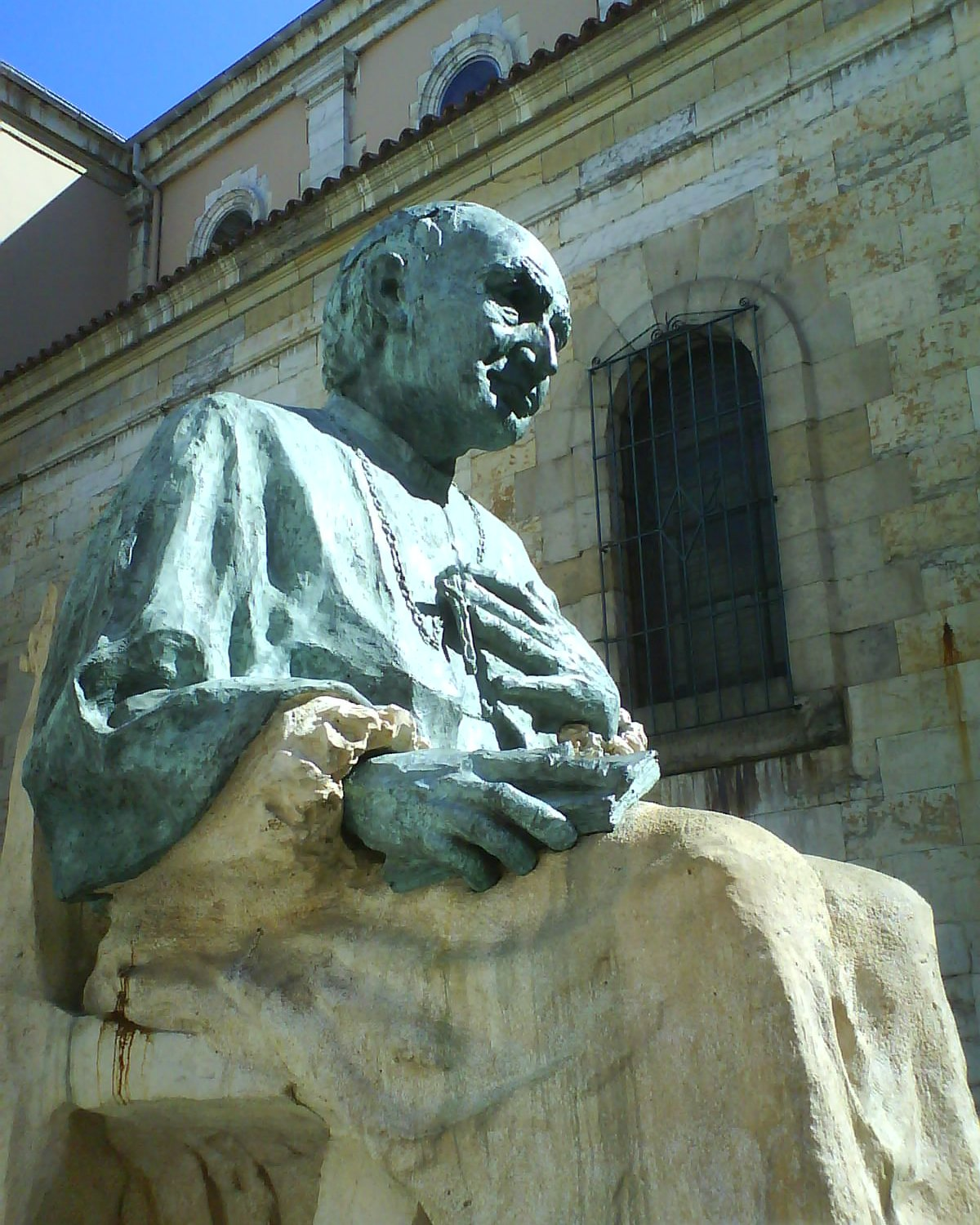
Estatua de Herrera Oria en Santander.

### Obispo de Málaga
En 1947, Herrera Oria fue nombrado obispo de Málaga. En esta diócesis, a través de sus homilías dominicales, quedó reflejado su pensamiento social, muy influido por la doctrina de León XIII. Preocupado por los altos niveles de analfabetismo en la provincia, creó más de 200 escuelas-capilla rurales, que unían en un solo edificio el aula, la parroquia y el centro de primeros auxilios. Se estima que en los primeros 16 años, estos centros escolarizaron a unos 30.000 niños y 10.000 adultos, además de fomentar la formación de las maestras.
En 1958 le fue concedido por la Escuela de Periodismo de la Iglesia el título de Periodista de Honor.
Asistió al Concilio Vaticano II, participando en los debates sobre El esquema de la Iglesia y el mundo moderno. En 1965, fue creado cardenal por el papa Pablo VI. Un año después, al cumplir 75 años, dimitió de la sede malagueña.
Ángel Herrera Oria falleció en Madrid en 1968 y fue enterrado en la catedral de Málaga.

## Causa de canonización
La causa de canonización de Ángel Herrera Oria se abrió el 25 de enero de 1996, con la firma del entonces cardenal de Madrid, Antonio María Rouco Varela. El 20 de noviembre de aquel año se celebró la apertura pública y oficial de la causa, que tiene como promotores al Obispado de Málaga, la Fundación Pablo VI y la ACdP-Fundación Universitaria San Pablo CEU. El 14 de diciembre de 2010, Rouco Varela presidió el acto solemne de cierre de la fase diocesana de la causa, a la que el Vaticano otorgó validez jurídica con un decreto emitido en julio de 2012.
La causa sigue abierta. En este punto del proceso, la Iglesia Católica reconoce a Herrera Oria como siervo de Dios, el primer grado que se le otorga a una persona que es candidata para ser venerable, luego beatificada y posteriormente canonizada.

## Pensamiento

### Periodismo católico
El director de El Debate concebía su labor periodística como una tarea evangelizadora, y sostenía la necesidad de que en un periódico católico primase la condición de periódico sobre la de católico. Así, no entendía el periodismo católico como información religiosa sin más, sino como periodismo con afán totalizador, que lo analiza todo desde la dimensión religiosa. En sus palabras:
Para hacer un periódico católico, como para cualquier otra labor, hay que estudiar la naturaleza de las cosas. Y hay que hacer la cosa mejor. No pongáis el adjetivo, que en este caso es católico, sobre una cosa que desdiga del sustantivo, que en este caso es periódico, porque entonces el adjetivo quedará desacreditado.

### Política
José María García Escudero describe el pensamiento político de Herrera Oria como «el pensamiento tradicional: los grandes principios del Derecho Público Cristiano sobre el origen divino del poder, las relaciones entre el poder civil y el religioso, (...) la doctrina del poder indirecto de la Iglesia en lo temporal, la exaltación de la Constitución no escrita, el reconocimiento de la familia y del municipio como células sociales primarias, un sano regionalismo».
En lo referente a la forma de gobierno, Herrera Oria manifestó su preferencia por un régimen monárquico asistido por una «aristocracia espiritual» y completado por la participación popular. También condenó el totalitarismo, y —aunque muy patriótico— criticó la «mística nacionalista».
Respecto al apelativo de accidentalista —sobre todo, por su acatamiento del régimen de la Segunda República— García Escudero señala dos principios fundamentales de la doctrina política de Herrera Oria: «el acatamiento a los poderes constituidos de hecho con garantía de permanencia, por imperativo del bien común» y «la distinción entre el poder y sus leyes, pues se debe respetar al primero, pero puede haber también la obligación de combatir simultáneamente sus leyes injustas, incluso las constitucionales».

### La cuestión social
Para Herrera Oria, la reforma social es un medio indispensable para adquirir credibilidad a la hora de evangelizar, su objetivo fundamental. Se inspiró en —y celebró— las encíclicas sociales de León XIII y Pío XI —Rerum novarum y Quadragesimo anno, respectivamente—, y mostró un particular interés por los problemas de los obreros y agricultores, dedicando a ellos obras a lo largo de su trayectoria pública, como el Instituto Social Obrero o las escuelas-capilla en Málaga.

No condenó el capitalismo por sí mismo, pero sí su derivada «manchesteriana», identificado —según Herrera Oria— por dos características: «la ley del mercado para remunerar el trabajo y la máxima ganancia como ley moral». Consideró necesaria una reforma social que pasara más por la justicia que por la caridad, así como un acercamiento al pueblo. En sus homilías como cardenal pronunciadas en la catedral de Málaga abogó por el justo reparto equitativo de los bienes e insistió en el deber de los cristianos de implicarse en el amor al prójimo:
A tiempos nuevos, hombres nuevos. A nuevas estructuras sociales, ciudadanos capaces de servirlas y utilizarlas en beneficio propio y común… Sin perjuicio de atender por la limosna a la necesidad urgente, hay que practicar la gran caridad para con el pueblo. Formarle para que él mismo pueda resolver su propia necesidad, para que él mismo con su esfuerzo y con su trabajo cree aquel bienestar que es indispensable para los suyos. ¡Caridad inteligente para el pueblo y para la Patria! (Homilía del Domingo de Resurrección, 7 de abril de 1961)

### Espiritualidad y vida interior
Su biógrafo José Luis Gutiérrez García define a Herrera Oria como «un cristiano consagrado a la evangelización de las realidades temporales», y su colaborador Emilio Benavent destaca la influencia que tuvieron en el santanderino la tradición ascética ignaciana y la mística carmelitana. Según múltiples testimonios, tanto en su vida seglar como en su etapa religiosa, reservaba largos momentos del día —o de la noche— para rezar, habitualmente en la capilla. El mismo Herrera dejaba constancia de la importancia que tenía para él la vida de oración:
No puede haber hombre de acción sin ser hombre de oración. Quien quiere dar fruto con su acción, debe ser un hombre de gran vida interior.
Tenía una especial devoción por la Virgen María y por el rezo del rosario, y llevó una vida desprendida y austera, cuidando el espíritu de pobreza. El sacerdote Manuel de los Ríos, colaborador de Herrera Oria en Málaga, recuerda que el obispo solía decir que «vida interior y riqueza no se compadecen», haciéndose eco de la advertencia de Ángel Ayala «sobre el peligro de relajación por la falta de espíritu de pobreza y por la ambición de poder». En su planteamiento espiritual tiene también gran importancia la virtud de la obediencia, que Herrera resume así:
Mi vida pública se divide en cuatro períodos: director de El Debate, sacerdote, obispo, y obispo dimisionario. Dios sabe que en los cuatro campos entré por obediencia y obediencia venida directamente de la Santa Sede. Y en tres de ellos directamente del Romano Pontífice.

## Reconocimientos
- En 1965, el gobierno municipal de Santander otorgó a Herrera Oria el título de «Hijo Predilecto de Santander».[51]
- En 2004, el Gobierno de Cantabria concedió a Herrera Oria el título de «Hijo Predilecto de Cantabria».[52]
- La Asociación Católica de Propagandistas (ACdP) le dedicó la exposición titulada Herrera Oria, su tiempo y su obra. Una vida al servicio del bien común, itinerante por varios episcopados[53]

- La avenida del Cardenal Herrera Oria de Madrid y la estación de Herrera Oria del Metro de Madrid fueron nombradas así en su honor, así como la avenida del Cardenal Herrera Oria en Santander y la avenida Herrera Oria en Málaga.
- En febrero de 2023, la Comunidad de Madrid y la Fundación Universitaria San Pablo CEU inauguraron un homenaje gráfico a Herrera Oria en la estación homónima del Metro de Madrid.[54]

- Uno de los principales colegios diocesanos de Málaga, adyacente al seminario, recibe el nombre de Cardenal Herrera Oria en su honor. También llevan su nombre el IES Cardenal Herrera Oria, en Madrid, y la Universidad CEU Cardenal Herrera, en Valencia.
- El Cardenal Secretario de Estado del Vaticano, Pietro Parolin, prologó la edición italiana de la biografía Ángel Herrera. Apóstol de la vida pública, con el título Ángel Herrera Oria. L’apostolo della vita pubblica.[55]